# Рави (хадис)
Рави (араб. الراوي‎) — в хадисоведении: передатчики хадисов, тексты которых должны восходить к сподвижникам пророка Мухаммада, а от них непосредственно к нему. Раздел хадисоведения, в котором исследуются проблемы связанные с достоверностью хадисов и цепочкой их передатчиков, называется дираят аль-хадис.
Все хадисы передавались равиями, упоминания о которых предшествуют тексту (матн) каждого хадиса. Хадис может считаться достоверным (сахих), если в цепочке его передатчиков состоят люди, сообщениям которых можно доверять. При невыполнении этого условия хадис не может считаться достоверным.
В суннитском хадисоведении, все передатчики хадисов должны:
1. быть мусульманами — если какой-то передатчик хадисов услышал сообщение будучи немусульманином (кафир), но продолжал его повествовать будучи мусульманином, то его хадис принимается);
2. быть в здравом рассудке — хадисы не принимаются от детей и душевнобольных людей;
3. быть добросовестным человеком, отличаться порядочностью и праведностью — равии должны быть искренними богобоязненными мусульманами, не совершать тяжких грехов и не привносить в религию нововведения (бида).
4. обладать хорошей памятью — должно быть точно известно, что передатчики хадисов обладали хорошей памятью и в различные годы своей жизни никогда не упоминали рассматриваемый хадис в разной смысловой или текстовой форме[1].

Шииты предъявляют к передатчикам дополнительные требования.